# Челищев, Александр Иванович
Александр Иванович Челищев (ум. 1821) — генерал-лейтенант русской императорской армии из рода Челищевых. При Павле I — главный начальник Артиллерийского департамента Военной коллегии.

## Биография
Сын надворного советника Ивана Петровича Челищева (ум. 1779) от брака его с Елизаветой Алексеевной Владыкиной. Службу начал в артиллерии, 2 октября 1781 года произведен в майоры и назначен в 1-й Канонерский полк; 21 октября 1786 года произведен в подполковники и переведен в войска, находившиеся на Западной Двине. Состоя в чине подполковника, сделал усовершенствование прицела орудий, о чём написал записку и за что 18 апреля 1790 года получил орден Св. Владимира 4-й ст. С 1 января 1793 года — полковник. Участвовал в подавлении Польского восстания 1794 года. 
С производством 27 февраля 1797 года в генерал-майоры, был назначен командиром артиллерийского батальона; 26 декабря 1797 года был назначен инспектором артиллерии, шефом гвардейского артиллерийского батальона и главным начальником Артиллерийского Департамента Военной коллегии; 12 марта 1798 года произведен в генерал-лейтенанты. С 19 августа 1798 года кавалер ордена Св. Анны. 4 января 1799 года отставлен от должности инспектора артиллерии, а 26 апреля того же года отправлен в отставку.

## Семья
Был дважды женат. Вторая жена (с 02.09.1778) — Мария Николаевна Огарёва (12.06.1756—20.10.1842), дочь генерал-майора Николая Гавриловича Огарёва. Свадьба была в Тобольске. Похоронена в Москве в Даниловом монастыре. В браке имели детей: 
- Екатерина (1778—1857), замужем за генералом от кавалерии А. С. Кологривовым.
- Николай (1783—1859), сенатор, действительный тайный советник.
- Александр (1797—1881), член Союза Благоденствия, майор (1827).